# Mír církve
Mír církve či církevní mír je období církevních dějin. Toto označení se obecně používá pro stav církve po vydání Milánského ediktu v roce 313 dvěma Augusty, západním císařem Konstantinem I. a východním císařem Liciniem. Tento toleranční edikt umožňoval křesťanům praktikovat svou víru bez zásahů římské vlády. S „mírem církve“ začal „zlatý věk“ církevních otců, který byl doprovázen reinterpretací řecko-římské filozofie, zejména neoplatonismu, v křesťanských termínech, s využitím četných mytických motivů z antického světa, aby se dosáhlo inkulturace nového náboženství, respektujícího apoštolskou tradici, ale s určitým synkretismem. Tato doba byla příznivá pro teologické debaty, jako byly například christologické spory, které nakonec vyústily v definici pravověrného dogmatu (viz první nicejský koncil v roce 325) v protikladu k tomu, co bylo oficiálně označováno jako hereze.

## Pozadí
Římané vždy přiznávali pohanství status oficiálního státního náboženství, které sdílela společenská elita (původně hlavně patricijové), od významných kněží až po politiky a generály. Po staletí bylo toto náboženství snadno slučitelné s pohanským náboženstvím podmaněných národů, jejichž božstva byla zpravidla zrovnoprávněna s římskými nebo přijata do římského panteonu. Ale jak se stalo v případě faraona Achnatona, židovsko-křesťanský monoteistický kult, který definoval Jahveho jako jediného Boha a věřil, že všichni ostatní bohové jsou falešní, se nemohl přizpůsobit náboženskému systému, který umožňoval mír v celé říši. Masivní rozptýlení křesťanů v mnoha římských provinciích a jejich odmítání kultu vnuceného státem císaři (apoteóza) bylo považováno za hrozbu nejen pro samotný kult, ale i pro stát samotný, což vedlo k systematickému pronásledování, které oficiálně zavedl Nero, jenž křesťany obvinil z velkého požáru Říma.
Nové etapy bylo dosaženo v polovině třetího století, kdy byla v důsledku masových konverzí postižena celá církev v celé říši, na rozdíl od předchozích izolovaných pronásledování, tento postoj zahájil císař Decius (249–251). Císařské úřady byly přesvědčeny, že křesťané a jejich církev a pohanský římský stát nemohou koexistovat; chtěly křesťanství zničit. Toto „řešení“ se však ukázalo jako krátkodobé. Další císařové Dioklecián (284–305) a jeho kolegové tetrarchové by při svém posledním a nejkrvavějším pronásledování křesťany a katolickou církev nedokázali vyhladit, nevyhnutelně by museli křesťanství uznat a přijmout konverzi Říma k novému náboženství a opustit staré pojetí pohanské vlády.  
První rozhodující krok v tomto směru učinil Galerius, který v roce 311 vydal v Nikomédii edikt o částečné toleranci. 

## Konstantinův edikt
Hlavní článek: Edikt milánský
Úplné náboženské svobody však bylo dosaženo až o dva roky později, kdy císař Konstantin po porážce Maxentia vydal spolu se svým kolegou Liciniem počátkem roku 313 slavný Milánský edikt, kterým byla křesťanům zaručena svoboda náboženského vyznání.
Absolutní nezávislost křesťanského náboženství na státních zásazích později vyústila v novou koncepci společnosti a lze ji považovat za první oficiální dokument o svobodě náboženského projevu. Bylo to první prohlášení v západní Evropě, že stát nemá zasahovat do práv svědomí a náboženství. 
Konstantin také nařídil, aby byl majetek těch, kterým byl během pronásledování zabaven, vrácen pod náhradou od státu. Císař nařídil zemským soudcům, aby příkaz ihned a s veškerou energií vykonali, aby byl obnoven veřejný pořádek a aby pokračování Boží přízně „zachovalo a prospívalo našim úspěchům spolu s dobrem státu“. Restituce byla provedena na náklady státu. Pro křesťany měly imunity a záruky obsažené v zákoně nejdůležitější důsledky. 
Poprvé bylo možné veřejně sloužit křesťanskou liturgii a bohoslužby v plném rozsahu. „Radost křesťanů“ z této změny jejich veřejného postavení vyjádřil Eusebius z Cesareje ve svých Církevních dějinách (X, II). 
Eusebius uvádí, že se v něm uvádělo, že „se nám zalíbilo odstranit všechny podmínky, které se vyskytly.“ Edikt dále požadoval, aby jednotliví Římané napravili veškeré křivdy vůči křesťanům: „Výzva k nápravě historických křivd může také odrážet snahu představitelů vyhnout se nepříznivým důsledkům, jako jsou sociální nepokoje a další výbojné akce.“ Vyzývání k nápravě historických křivd může odrážet snahu představitelů vyhnout se nepříznivým důsledkům, jako jsou sociální nepokoje a další výbojné akce. Koszarycz uvádí, že Konstantin byl pověrčivý a věřil v existenci nekřesťanských bohů natolik, že nechtěli vyrovnávat rovnováhu dobra a zla. Věřilo se, že čím dříve bude tato rovnováha obnovena tím, že Římané nastolí s křesťany spravedlivý stav, tím dříve se stát stane stabilním. 

## Jiné použití termínu
Termín „církevní mír“ se někdy používá ve Velké Británii a Irsku pro ukončení pronásledování, které následovalo po emancipaci katolíků v letech 1778 až 1926. V Německu se může vztahovat na život po Kulturkampfu, který trval v letech 1871 až 1878. 